# Religionshistorie
Religionshistorie er en humanistisk orienteret videnskabelig disciplin, som studerer religionerne i deres historisk kendte former og undersøger såvel den enkelte religion i sig selv, såvel som religionernes indbyrdes historiske afhængighed og gensidige påvirkning. Det udforskes ofte gennem komparative studier af forskellige religioner, således kaldet komparative religionsstudier. Religionshistorie er gennem årene blevet påvirket af forskellige teorier af både indefra- og udefrakommende teoretiske strømninger. Eksempelvis kan strukturalismen nævnes i denne sammenhæng, ligesom marxismen har haft stor betydning for fagets forståelse af religion.
Religionshistorie er traditionelt et tekstlæsningsfag, selvom også materielle fund, billeder og i nyere tid båndoptagelser og film er en del af materialet. Forskeren forsøger gennem filologisk og kildekritisk analyse samt ved hjælp af historiske og kulturelle studier at sætte sig ind i en religions tekster og andre materialer og i religionens samtid og bredere kulturelle sammenhæng.
Flere forskere og tænkere har haft stor indflydelse på fagets udvikling. Følgende kan nævnes som eksempler:
- Friedrich Max Müller, krediteres almindeligvis som fagets grundlægger.
- Mircea Eliade, myteforsker
- James Frazer, evolutionistisk antropolog, som var med til at udvikle begreber som myte, kult og rite i en religionshistorisk kontekst
- Claude Lévi-Strauss, strukturalist og ritual- og myteforsker
- Victor Turner, har forsket i overgangsriter
- Georges Dumézil, indoeuropæisk forsker
- Michel Foucault, postmodernist, poststrukturalist og diskursteoretiker
- Karl Marx, marxist
- Edward Burnett Tylor, evolutionistisk antropolog, som var med til at udvikle den *komparative religionshistorie

## Etableringen af faget i Danmark
I Danmark blev religionshistorie etableret som universitetsfag på Københavns Universitet i efterårssemesteret 1900, hvor studerende for første gang kunne studere religionshistorie hos teologen Edvard Lehmann (1862-1930). Ansættelsen af Lehmann, der allerede var internationalt kendt for sit religionshistoriske forfatterskab, betød at Københavns Universitet kom på forkant med udviklingen af det nye fag. Teologen Edvard Lehmann (1862-1930) blev den konstituerende skikkelse i skabelsen af faget religionshistorie ved Københavns Universitet og var en utrættelig formidler af kulturhistoriske, religionshistoriske og teologiske emner, hvilket tydeliggøres i Lehmanns mange publikationer, internationalt såvel som nationalt.
I 1915 blev Vilhelm Grønbech (1873-1948), den gennem tiden nok mest indflydelsesrige danske religionshistoriker, ansat som professor i religionshistorie ved Københavns Universitet. Det var han indtil 1943.
I Danmark udbydes religionshistorie ikke længere som selvstændigt fag. På Københavns Universitet hedder religionsfaget nu religionsvidenskab (fra 2018 lukkes den religionshistoriske kandidatuddannelse), på Aarhus Universitet er navnet ligeledes religionsvidenskab, på Syddansk Universitet anvendes betegnelsen religionsstudier.